# プロ十傑戦
プロ十傑戦（ぷろじっけつせん）は、囲碁の棋戦で、日本棋院と関西棋院の棋士が参加した。1964年から1975年までの12期行われた。優勝者から第10位まで順位を付けることが特徴。アマ十傑戦との入賞同士によるアマ・プロ対抗戦を行い、人気を集めた。
- 主催 朝日新聞

## 経緯
朝日新聞は読売新聞の名人戦創設により、大手合と最高位決定戦のスポンサーを下り、1961年からアマチュア棋戦として朝日アマ囲碁十傑戦、また三強リーグ戦を始めとして、各種選抜棋戦、プロ対アマの相談碁、アマ十傑戦成績優秀者を含めた日中交流戦など外国棋士との交流戦を実施した。1964年に再度プロ棋戦を開始することとなり、プロ十傑戦を創設した。1968年からはプロ十傑とアマ十傑の対抗戦を開始する。
1968年に三段で出場した武宮正樹は、強豪を押し退けて8位入賞、翌年も五段で5位入賞し、「十傑戦ボーイ」と呼ばれた。1975年に趙治勲は18歳で優勝し、当時の棋戦優勝の最年少記録となる。1971年には女流の木谷禮子が入賞するなど、話題を提供した。
1976年から朝日新聞は、主催棋戦を名人戦に移行し、プロ十傑戦は終了する。アマプロ対抗戦は、1976年は名人及び名人戦リーグ9人の計10名がプロ側で出場、翌年からはプロ選抜棋士が出場し、1982年までで終了する。

## 方式
- 出場者は、アマ十傑戦出場者の人気投票による16位までの棋士と、4名の予選勝ち抜き者の、20名。投票4位までは3回戦にシードされる。
- トーナメント方式で、決勝は1-6期は三番勝負、7期以降は五番勝負。3-10位までは順位決定戦を行なう。

## 歴代十傑
| 回次 | 年度 | 優勝       | 2位        | 3位      | 4位        | 5位        |
| 回次 | 年度 | 6位        | 7位        | 8位      | 9位        | 10位       |
| ---- | ---- | ---------- | ---------- | -------- | ---------- | ---------- |
| 1    | 1964 | 坂田栄男   | 高川秀格   | 藤沢朋斎 | 木谷実     | 藤沢秀行   |
| 1    | 1964 | 佐藤直男   | 大竹英雄   | 島村俊宏 | 山部俊郎   | 前田陳爾   |
| 2    | 1965 | 藤沢秀行   | 高川秀格   | 大竹英雄 | 坂田栄男   | 林海峰     |
| 2    | 1965 | 島村俊宏   | 杉内雅男   | 木谷実   | 宮下秀洋   | 佐藤直男   |
| 3    | 1966 | 林海峰     | 高川秀格   | 藤沢秀行 | 島村俊宏   | 橋本昌二   |
| 3    | 1966 | 坂田栄男   | 大竹英雄   | 半田道玄 | 大平修三   | 前田陳爾   |
| 4    | 1967 | 坂田栄男   | 高川秀格   | 大竹英雄 | 宮下秀洋   | 林海峰     |
| 4    | 1967 | 藤沢秀行   | 杉内雅男   | 山部俊郎 | 大平修三   | 藤沢朋斎   |
| 5    | 1968 | 藤沢秀行   | 坂田栄男   | 山部俊郎 | 高川秀格   | 林海峰     |
| 5    | 1968 | 呉清源     | 宮下秀洋   | 武宮正樹 | 橋本昌二   | 半田道玄   |
| 6    | 1969 | 坂田栄男   | 林海峰     | 高川秀格 | 藤沢秀行   | 武宮正樹   |
| 6    | 1969 | 橋本昌二   | 大竹英雄   | 久井敬史 | 橋本宇太郎 | 本田邦久   |
| 7    | 1970 | 橋本宇太郎 | 加藤正夫   | 大竹英雄 | 石田芳夫   | 呉清源     |
| 7    | 1970 | 梶原武雄   | 橋本昌二   | 茅野直彦 | 高川秀格   | 坂田栄男   |
| 8    | 1971 | 石田芳夫   | 梶原武雄   | 林海峰   | 大竹英雄   | 橋本昌二   |
| 8    | 1971 | 半田道玄   | 坂田栄男   | 木谷礼子 | 藤沢秀行   | 高川秀格   |
| 9    | 1972 | 石田芳夫   | 岩田達明   | 坂田栄男 | 橋本宇太郎 | 島村俊宏   |
| 9    | 1972 | 半田道玄   | 杉内雅男   | 藤沢秀行 | 武宮正樹   | 高川秀格   |
| 10   | 1973 | 林海峰     | 橋本宇太郎 | 高川秀格 | 藤沢朋斎   | 坂田栄男   |
| 10   | 1973 | 杉内雅男   | 石田芳夫   | 趙治勲   | 大竹英雄   | 羽根泰正   |
| 11   | 1974 | 林海峰     | 武宮正樹   | 加藤正夫 | 石田芳夫   | 橋本宇太郎 |
| 11   | 1974 | 羽根泰正   | 大竹英雄   | 坂田栄男 | 大平修三   | 趙治勲     |
| 12   | 1975 | 趙治勲     | 加藤正夫   | 林海峰   | 小林光一   | 藤沢秀行   |
| 12   | 1975 | 梶原武雄   | 大竹英雄   | 橋本昌二 | 坂田栄男   | 大平修三   |

## 前身棋戦
- 三強リーグ戦（1961年）呉清源、橋本宇太郎、坂田栄男の3名によるコミなし2局総当たりのリーグ戦で、呉と坂田が3-1で同率1位となった。
- 林海峰・大竹英雄三番碁（1961年） 大竹定先2勝1ジゴ。
- 関西新鋭トーナメント 宮本直道、東野弘昭、小山靖男、関山利夫の4名で実施、東野が優勝。
- 藤沢秀行・橋本昌二三番碁（1962年） 藤沢2勝1敗
- 新鋭選抜トーナメント（1962年） 選抜棋士8名が出場、決勝で大竹英雄が林海峰を破り優勝。

## 話題
- アマ十傑戦の前夜祭でプロ十傑戦出場者の挨拶が行われていた。人気投票1位は例年坂田栄男であり「みなさんのおかげで、1位に選ばれました。今年も1位をめざしてがんばりたい」と述べたところ、人気2位の高川格は「みなさんのおかげで、2位に選ばれました。今年も2位をめざしてがんばりたい」と挨拶し、その年の成績は言葉通り坂田1位、高川2位となった。